# Tørsbøl
Tørsbøl is een plaats in de Deense regio Zuid-Denemarken, gemeente Sønderborg, en telt 287 inwoners (2008).

## Station
Tørsbøl was tussen 1901 en 1932 het eindpunt van de spoorlijn Tørsbøl - Padborg. In het dorp kon van deze lijn worden overgestapt op de lijn naar Sønderborg. Na de sluiting van de lijn naar Padborg bleef het station nog tot 1974 in gebruik voor de treinen naar Sønderborg en Tinglev. Het voormalige station is nog steeds aanwezig. 